# Лисец (Ивано-Франковская область)
Лисе́ц (укр. Лисець) — посёлок в Ивано-Франковском районе Ивано-Франковской области Украины. Административный центр Лисецкой поселковой общины.

## История
Известно как село Мочар с 1628 года. Лисец с 1652 года.
В январе 1792 Катажина Коссаковская из рода Потоцких продала Антонию Протазию Потоцкому имение в Лысце.
После оккупации Западно-Украинской Народной Республики поляками в 1919 году в городке была ячейка гмины Лисец и полицейский отдел.
После советской аннексии западноукраинских земель с 17 января 1940 до 31 декабря 1962 Лисец был районным центром.
В январе 1989 года численность населения составляла 2963 человек.
На 1 января 2013 года численность населения составляла 2959 человек.